# Elección complementaria de Chile de 2014
La elección primaria por cupo senatorial del PDC fue una votación desarrollada el domingo 27 de abril de 2014, para determinar al reemplazante en el escaño de senador en la Circunscripción XI (Maule Sur), que correspondía a Ximena Rincón, el cual quedó vacante al asumir como ministra secretaria general de la Presidencia.
Esta instancia fue generada por el Partido Demócrata Cristiano (PDC) como mecanismo interno para definir a la persona que este designaría en el puesto vacante de Rincón, no tratándose de una elección oficial organizada por el Servicio Electoral, ya que conforme a la Constitución de 1980 las vacantes de diputados y las de senadores se proveen con el ciudadano que señala el partido político al que pertenecía el parlamentario que produjo la vacante al momento de ser elegido.
En la elección, conforme a lo establecido por el PDC, votaron los militantes del partido y también los electores independientes.

## Candidatos
Las candidaturas fueron inscritas entre el 19 y 20 de marzo, y correspondieron a:
- Manuel Matta Aragay, exdiputado entre 1990 y 1994 y exsenador por la misma circunscripción entre 1994 y 2002. En las parlamentarias de 2001 se presentó a la reelección, pero perdió frente a su compañero de lista Jaime Naranjo.[3]
- Mariano Fernández, exministro de Relaciones Exteriores durante la primera presidencia de Michelle Bachelet (2009-2010).[4]
- Pablo Gutiérrez, consejero regional.[1]

Laura Albornoz, exministra del Servicio Nacional de la Mujer (Sernam), también consideró competir por el cupo senatorial, pero finalmente desistió de su candidatura el 20 de marzo.

## Desarrollo de la elección y reacciones

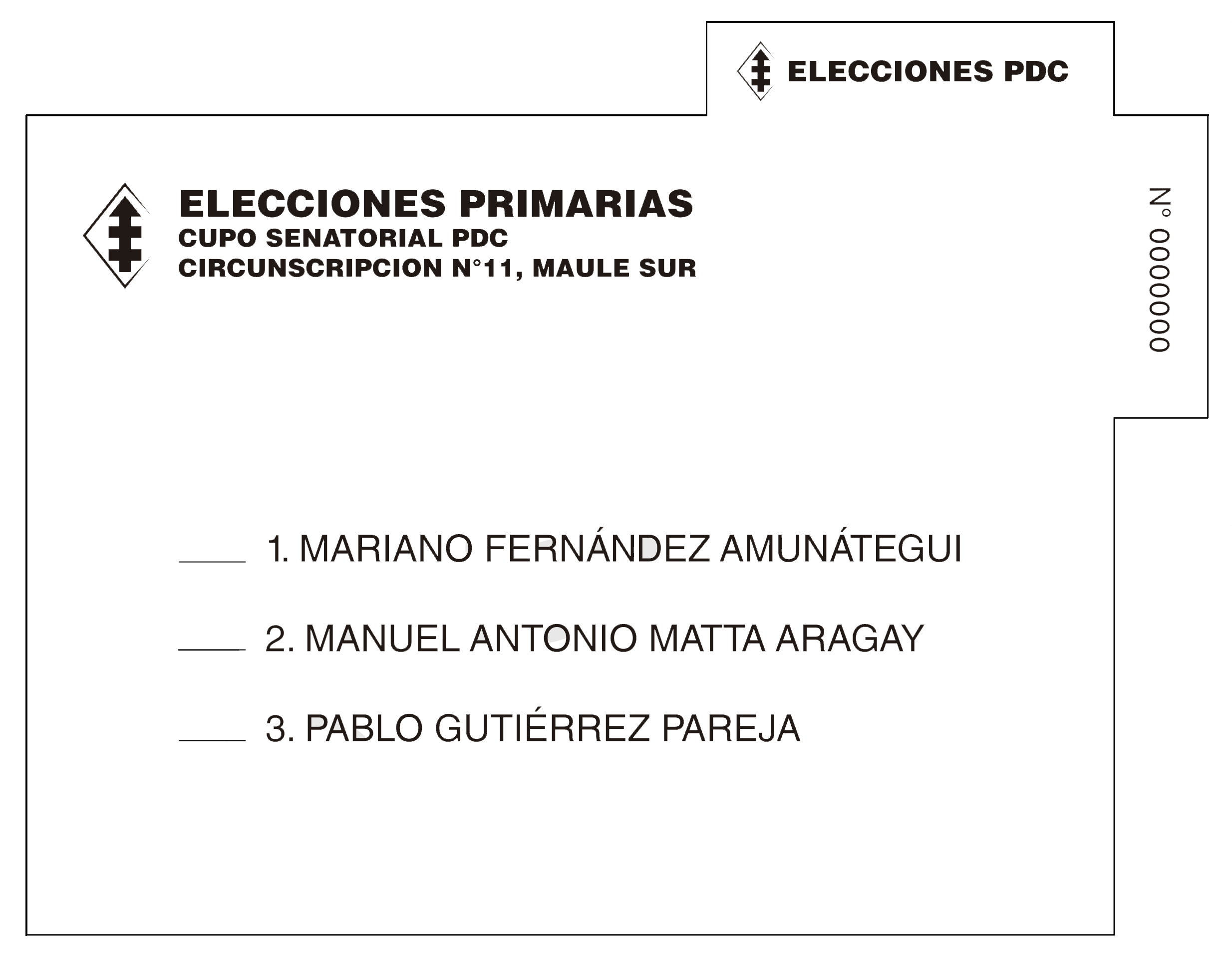
Voto utilizado en la elección.

Para la elección se encontraban habilitados alrededor de 280 000 votantes. Fueron habilitadas 17 mesas de votación en las 11 comunas que comprende la circunscripción.
Al mediodía del domingo 27 de abril el presidente de la Juventud Demócrata Cristiana (JDC), José Ruiz Yáñez, señaló que a dicha hora la participación era de 6000 votantes, siendo calificada como exitosa en una elección de esta naturaleza, inédita desde el retorno de la democracia. Una hora después el senador y presidente del PDC Ignacio Walker aumentó la cifra a 10 mil personas. A las 17:00 hrs. se señaló que la cifra se había incrementado a 16 000 votantes.[cita requerida]

## Resultados
Según el orden en la papeleta electoral:
|  | 17.94 % |

|  | 47.94 % |

|  | 34.12 % |